# Hermann Deumeland
Hermann Deumeland (* 31. Januar 1860 in Beienrode; † 17. November 1934 in Flechtorf) war ein Abgeordneter des braunschweigischen Landtages und Landwirt.

## Politisches Wirken
Der Landwirt Deumeland war von 1904 bis 1930 Mitglied des Parlaments in Braunschweig, zuerst für die Nationalliberale Partei später für die Deutsche Volkspartei. Sein Arbeitsfokus lag auf landwirtschaftlichen Themen. Neben seiner Mitwirkung in den Ausschüssen für Landwirtschaft engagierte er sich auch außerparlamentarisch. Deumeland war Gründer des Niedersächsischen Landbundes, Mitgründer des Bundes der Landwirte, 2. Vorsitzender des Braunschweigischen Landbundes und Herausgeber der Bauernzeitung Ahr und Halm. Diese Verbandstätigkeit verhalf ihm zu einigem Ansehen in der ländlichen Bevölkerung. Dieses Ansehen machte sich die NSDAP zu Nutze, als Deumeland zum 1. März 1931 aus der Deutschen Volkspartei übertrat (Mitgliedsnummer 492.079). Dort übernahm er die Funktion des Landwirtschaftlichen Kreisfachberaters.